# Association sportive des FAR (omnisports)
Pour les articles homonymes, voir Association sportive des FAR.
L'Association sportive des forces armées royales (en arabe : الجمعية الرياضية للقوات المسلحة الملكية), plus couramment abrégé en FAR Rabat est l'association sportive omnisports officielle des Forces armées royales (Maroc), dont sa section de football fondée en 1958 et basé à Rabat.

## Structures
Hormis le football, les FAR disposent de onze autres disciplines en l'occurrence le basket-ball, le handball, le volley-ball, l'athlétisme, la boxe, la lutte, le taekwondo, le tir à l'arc, l'aérobic, la gymnastique et la natation.
- Football : c'est la première section créée en 1958 lors de la fondation de l'association[2].
- Basket-ball : le basket-ball est la deuxième discipline créée par les FAR (en 1959).
- Athlétisme : créé également en 1959.
- Handball : la section du handball fut créée en 1960.
- Boxe : créée juste après les JO de Tokyo en 1964.
- Volley-ball : section créée en 1973.
- Taekwondo : créée en 1976.
- Lutte : créée après les JO de Séoul en 1988.
- Tir à l'arc : section créée en 2002.
- Aérobic : en même temps que le tir à l'arc, l'aérobic est devenue la dixième discipline de l'AS FAR.
- Natation : créée en 2008.

## Équipementier

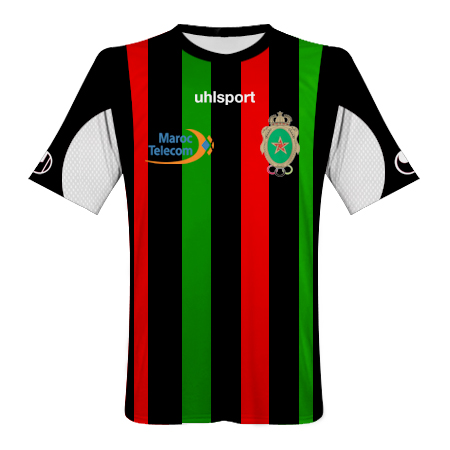
Maillot Domicile
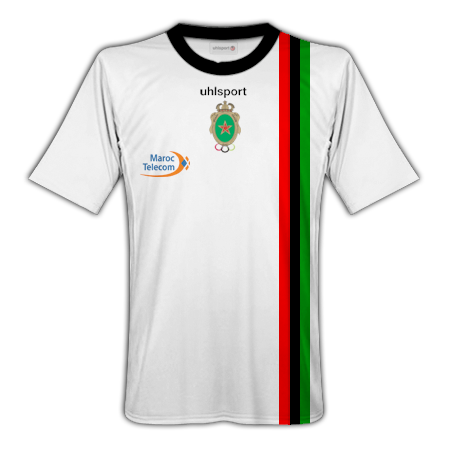
Maillot extérieur